# Kościół św. Apostołów Piotra i Pawła w Żychlinie

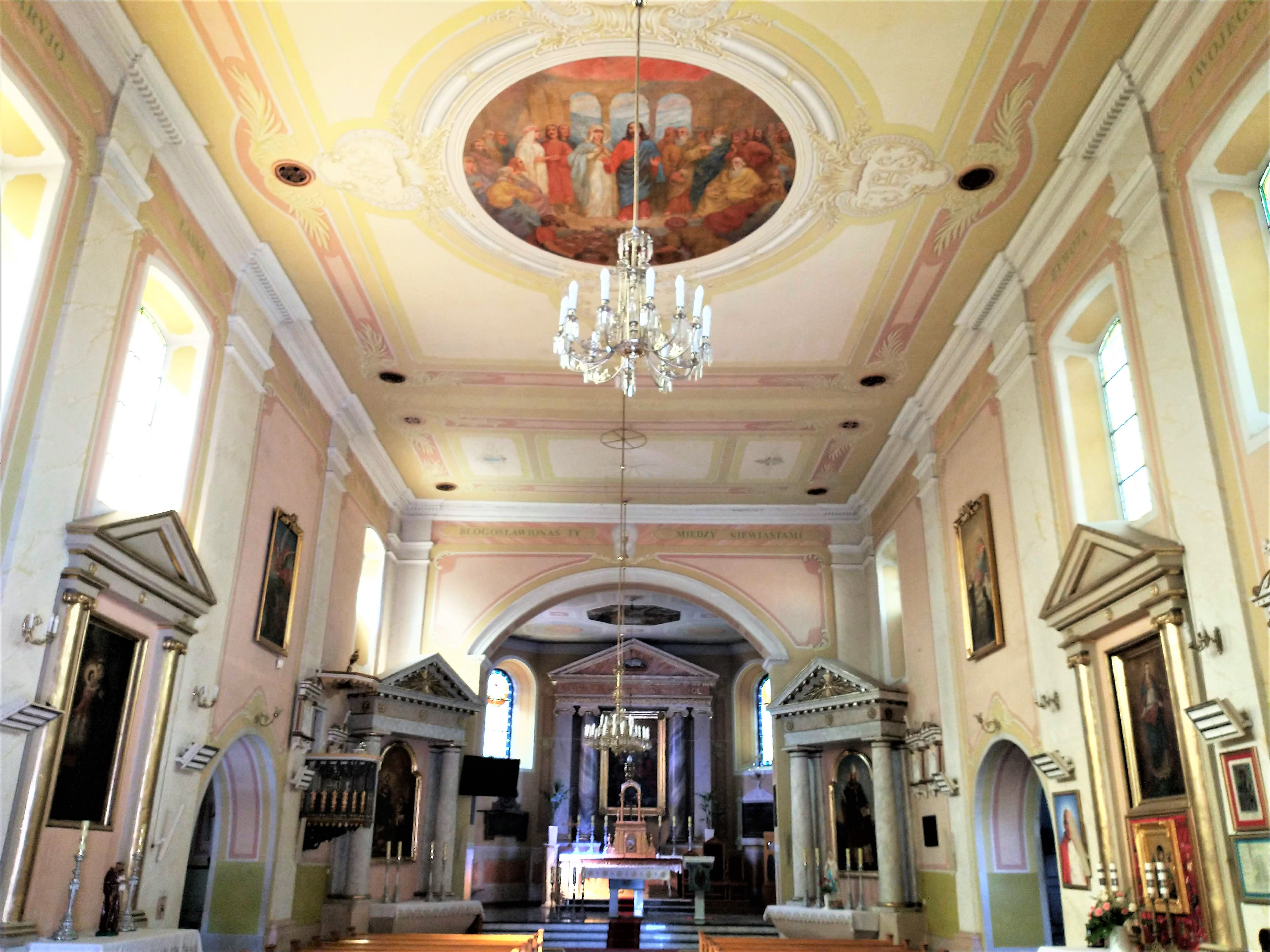
Wnętrze z ołtarzami

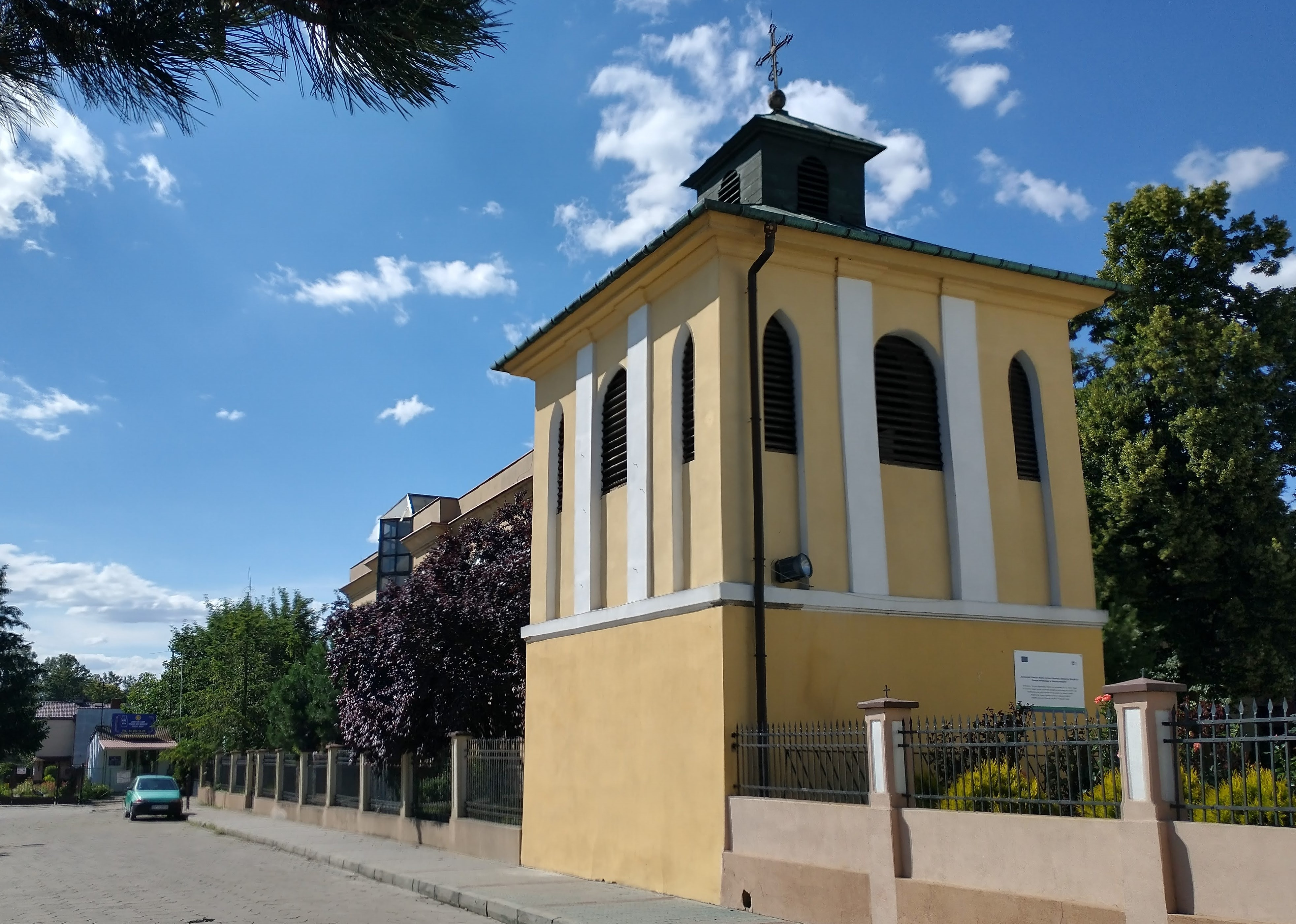
Dzwonnica

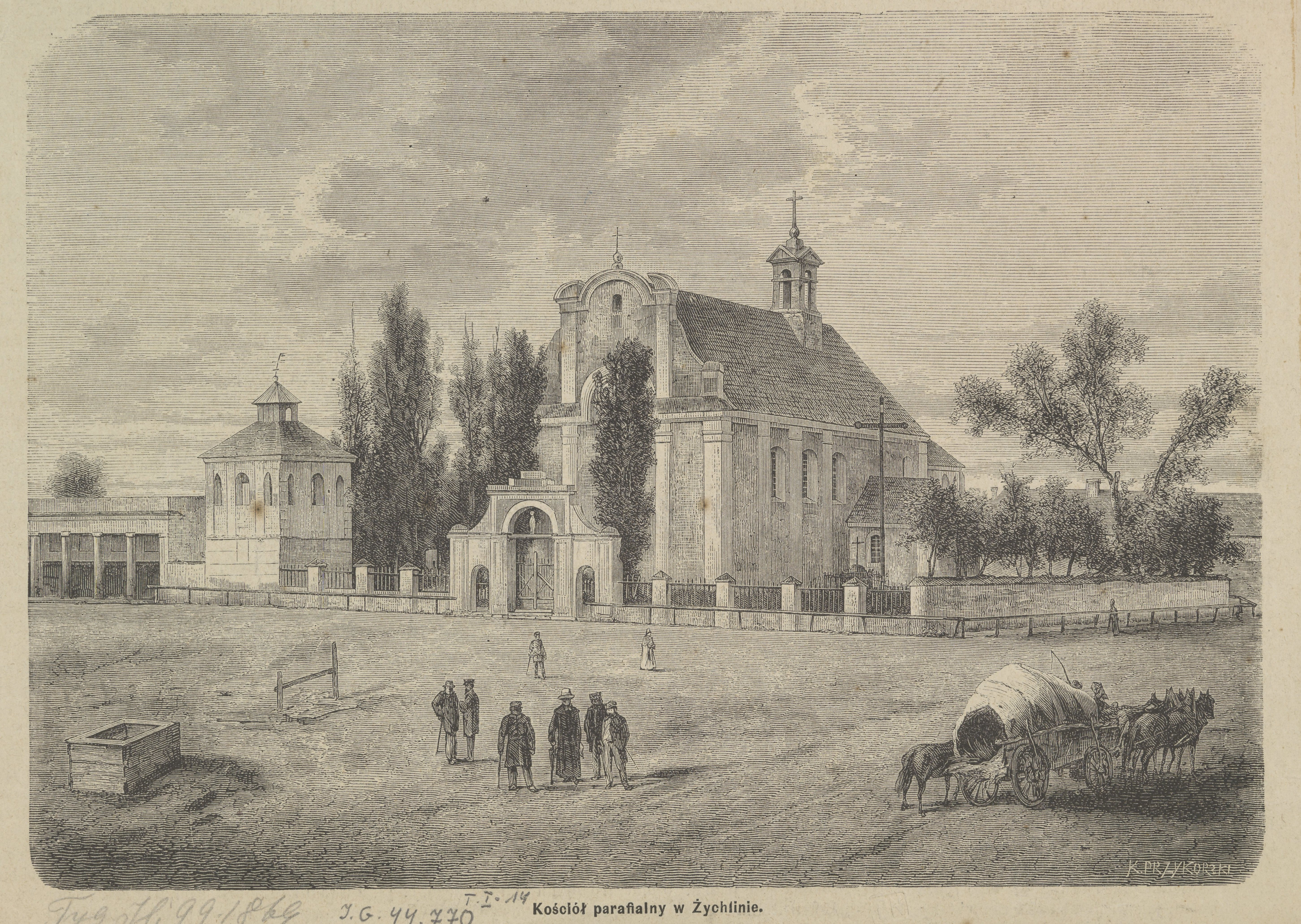
Kościół na grafice z 1869

Kościół parafialny pw. św. Apostołów Piotra i Pawła w Żychlinie – kościół należący do parafii rzymskokatolickiej pod tym samym wezwaniem w Żychlinie.

## Historia
Kościół mieszczący się we wsi Żychlin posiada potwierdzoną metrykę przynajmniej od 1331 r., gdy budowlę spalili Krzyżacy. Następna wzmianka pochodzi z 1418 r., kiedy to Rocznik Archidiecezji Warszawskiej zamieścił wiadomość o ufundowaniu kościoła w Żychlinie przez Wojciecha z Żychlina, herbu Szeliga. Jednak inne źródło podaje, że fundacji dokonał dziadek Wojciecha Żychlińskiego.
Kościół z 1813 r. wykonany był ze rżniętych bali, kryty gontem, na podmurówce z kamienia i cegły na wapno. Znajdował się na Starym Rynku (aktualnie Plac Wolności). Parafia Żychlin od XIV do XIX wieku zaliczona była do najgorzej wyposażonych w całej parafii.
W XVII wieku pojawiły się poważne problemy z utrzymaniem parafii. Przełamał je dopiero Tomasz Pruszak, kasztelan gdański wraz z małżonką ze Skarżyńskich, który oddali na potrzeby parafii w wieczystą dzierżawę folwark składający się z 18 włok, dzisiejsza Wola Popowa, który przeszedł na własność parafii. Ostatnie zbiory z tego folwarku zebrał ks. proboszcz Walenty Kondracki.
Dzięki Tomaszowi Pruszakowi i jego małżonce ze Skarżyńskich (właścicieli Żychlina) dawny, drewniany kościół w Żychlinie został zastąpiony nowym, usytuowanym przy Nowym Rynku. Patronami tego kościoła są Św. Apostołowie Piotr i Paweł.

## Wyposażenie
Główna nawa jest położona na planie wydłużonego prostokąta z prezbiterium zamkniętym wielobocznie, w ścianach bocznych nawy arkadowe i przejścia do dwóch kaplic. Kościół posiada elewację frontową dwukondygnacyjną rozczłonkowaną pilastrami, zwieńczona jest ona falistym szczytem z posągami św. Apostołów Piotra i Pawła. Kościół przykryty jest dwuspadowym dachem z wieżyczką. W świątyni znajduje się pięć ołtarzy z I połowy XIX wieku (cztery neoklasycystyczne i jeden barokowy). W głównym ołtarzu znajduje się obraz patronów Kościoła, a w bocznych obrazy św. Wojciecha, Stanisława Kostki, Niepokalanego Poczęcia Najświętszej Maryi Panny i Matki Bożej Nieustającej Pomocy oraz św. Antoniego. W jednej z kaplic znajduje się obraz św. Walentego, a w drugiej krucyfiks barokowy. W kaplicy św. Walentego stoi chrzcielnica barokowa z marmuru. Na ścianach kościoła znajdują się stacje drogi krzyżowej, wykonane z gipsu oraz obrazy Matki Bożej Różańcowej i św. Michała Archanioła. Na ścianach kaplic natomiast znajdują się obrazy św. Anny i św. Józefa, namalowane przez artystę Strungego w 1862 r., św. Rocha, wskrzeszenie córki Jaira, św. Marka Ewangelisty i św. Teresy. W kościele znajdują się również nagrobki: Aleksandra Pruszaka, Tomasza Pruszaka, Aleksandy z Pruszaków Mleczko-Gruszeckiej, ks. Walentego Kondrackiego, ks. Piotra Truskolaskiego, ks. Jana Sabak.
Z ofiar parafian w 1884 r. kościół został odnowiony z zewnątrz i wewnątrz. W latach 1929 i 1930 założono instalację elektryczną. Zakupiono trzy żyrandole w stylu eklektycznym, odlane z mosiądzu i 28 kinkietów trzy- i jednoramiennych.
W czasie I wojny światowej kościół przetrwał niezniszczony. W 1920 r. została wymieniona więźba dachowa, zdjęto wieżyczkę.
Podczas II wojny światowej kościół zrabowano i zamieniono na magazyn. Ponadto został uszkodzony dach, rozebrano ogrodzenie, zdewastowano grobowce i nagrobki na cmentarzu przykościelnym. 10 lutego 1945 r. kościół został ponownie otwarty oraz podjęto systematyczne remonty. W 1946 r. założono ogrodzenie, w 1947 r. dokonano kapitalnego remontu organów (11-głosowe, wykonane przez firmę A. Hamona z Warszawy). Później odnowiono także wnętrze kościoła, w okna wstawiono witraże według stanu pierwotnego, wstawiono konfesjonały i ławki (wykonane przez Ignacego Zomerfelda z Woli Popowej). W 1960 r. dokonano gruntownego remontu dachu. W latach 1973–1978 kościół zradiofonizowano, ogrzano elektrycznie piecami akumulacyjnym, położono posadzki z marmuru, wstawiono nowe dębowe drzwi główne i boczne, ostawiono drewniany ołtarz soborowy z ambonką, umeblowano zakrystię. W 1982 r. odnowiono wnętrze kościoła. Przetarto tynki zewnętrzne i pomalowano farbą emulsyjną, zreperowano ogrodzenie. W 1984 r. osuszono ściany kościoła i zabezpieczono przed ponownym zawilgoceniem, położono betonowy chodnik wokół kościoła.
W latach 1996–1997 całkowicie odnowiono wnętrze łącznie z kaplicami i zakrystią przywracając pierwotną malaturę. Odnowiono ołtarz główny z obrazem, obrazy Matki Bożej Różańcowej i św. Michała, stacje drogi krzyżowej, ambonę, organy, żyrandole i lampy, ołtarze boczne z obrazami i obrazy z kaplic. W 2000 r. ponownie zaimpregnowano więźbę dachową.
Dla upamiętnienia Wielkiego Jubileuszu 2000 lat Chrześcijaństwa w Kościele Żychlińskim w prezbiterium kościoła zbudowano marmurowy Stół Słowa Bożego- Ambonę z sylwetką Ojca Świętego wykonaną ze spiżu i Stół Chleba Pańskiego – Ołtarz.
Obok kościoła stoi dzwonnica. Jest to obiekt murowany, czworoboczny i dwukondygnacyjny, z dachem namiotowym pokrytym miedzią. Najstarszym dzwonem jest „Św. Piotr”. Od 1998 r. w dzwonnicy znajduje się kaplica przedpogrzebowa z chłodnią.
18 maja 1992 r., w 72. rocznicę urodzin Karola Wojtyły, na placu pomiędzy kościołem a Domem im. Jana Pawła II odsłonięto popiersie Jana Pawła II z brązu, umieszczone na cokole z granitu.